# Capital City (fictieve plaats)
Capital City (vaak geschreven als Capitol City) is de fictieve hoofdstad van de staat waarin de Simpsons wonen. De bijnaam van de stad is "The Windy Apple" (een samenvoeging van de bijnamen van Chicago (The Windy City) en New York (The Big Apple). Principal (hoofdmeester) Seymour Skinner is er geboren en de moeder van Milhouse Van Houten, Luann Van Houten, is er gaan wonen na haar scheiding.
In de stad vinden vaak grote evenementen plaats zoals concerten, sportevenementen en conventies van de Verenigde Naties. Het heeft zijn eigen major league honkbal team, The Capital City Capitals, met mascotte The Capital City Goofball. Andere bezienswaardigheden zijn onder andere de Cross-town hangbrug, de grote Duff brouwerij, het Capital City Stadion, het Captial City Amfitheater en de kruising van de 4e en D straten.
De stad ligt 350 kilometer van Springfield. Er zijn vliegverbindingen, verschillende wegen en een spoorweg tussen de twee steden. Er zijn ook meerdere hotels waarin regelmatig conventies plaatsvinden die bezocht worden door de Simpsons. De Super Bowl en Hullebalooza hebben er plaatsgevonden.
Homer Simpson · Marge Simpson · Bart Simpson · Lisa Simpson · Maggie Simpson · Abraham Simpson · Patty en Selma Bouvier · Jacqueline Bouvier · Mona Simpson · Santa's Little Helper · Snowball II · Familie Bouvier
Jasper Beardley · Comic Book Guy · Eddie en Lou · Maude Flanders · Ned Flanders · Professor Frink · Barney Gumble · Julius Hibbert · Lionel Hutz · Eerwaarde Lovejoy · Kapitein Horatio McCallister · Hans Moleman · Bleeding Gums Murphy · Apu Nahasapeemapetilon · Mayor Joe Quimby · Dr. Nick Riviera · Agnes Skinner · Cletus Spuckler · Squeaky Voiced Teen · Disco Stu · Moe Szyslak · Kirk Van Houten · Luann Van Houten · Chief Clancy Wiggum
Gary Chalmers · Rod en Todd Flanders · Jimbo Jones · Kearney · Edna Krabappel · Otto Mann · Nelson Muntz · Martin Prince · Seymour Skinner · Milhouse Van Houten · Ralph Wiggum · Groundskeeper Willie · andere studenten
Montgomery Burns · Carl Carlson · Lenny Leonard · Waylon Smithers
Itchy en Scratchy · Kent Brockman · Krusty de Clown · Troy McClure · Rainier Wolfcastle · Radioactive Man
Snake · Kang & Kodos · Sideshow Bob · Fat Tony
Treehouse of Horror
Bart vs. the World · Bart Simpson's Escape from Camp Deadly · The Simpsons Arcadespel · Bart vs. the Space Mutants · Bart's House of Weirdness ·Bart vs. The Juggernauts · Krusty's Fun House · Bartman Meets Radioactive Man · Bart's Nightmare · The Itchy and Scratchy Game · Virtual Bart · Bart and the Beanstalk · Itchy & Scratchy in Miniature Golf Madness · Cartoon Studio · Virtual Springfield · Night of the Living Treehouse of Horror · Bowling · Wrestling · Road Rage · Skateboarding · Hit & Run · The Simpsons Game · The Simpsons: Tapped Out
The Simpsons · The Simpsons Pinball Party
Strips: Simpsons Comics · Bart Simpson serie · Itchy & Scratchy Comics · Bart Simpson's Treehouse of Horror · Futurama/Simpsons Infinitely Secret Crossover Crisis
Tijdschrift: Simpsons Illustrated
Boeken: Bart Simpson's Guide to Life · Family Album · Library of Wisdom · Complete Guides · Planet Simpson · The Simpsons and Philosophy
Actiefiguurtjes: World of Springfield
The Simpsons Movie
Bankgrap ·
Canyonero · 
D'oh! · 
Duff Beer · 
Schoolbordgrap · 